# Алі II аль-Мансур Алауддін
Аль-Мансур Ала ад-Дін Алі ібн Шабан (араб. الملك المنصور علاء الدين علي بن شعبان; 1367–1382) — мамелюкський султан Єгипту з династії Бахрітів.

## Життєпис
Після убивства султана Шабана II аль-Ашрафа у березні 1377 року престол зайняв його десятирічний син Алі. Влада в країні все ще залишалась у руках емірів, наближених до влади померлим Ялбугою. В країні зростала анархія, на вулицях Каїру періодично відбувались сутички між загонами мамелюків. У Сирії домінував наїб ас-салтана (на кшталт віцесултана) Дамаска Таштимур аль-Алаї. Все більшого впливу набував лідер черкеських мамелюків Баркук. Він склав змову разом зі своїм батьком проти Тащтимура та взяв його у полон. 1376 Баркук отримав пост атабека (головнокомандувача) армії та заарештував свого колишнього союзника, Аміру Барака, лідера мамелюків Ялбуги.
Традиційно початок черкеської династії Бурджитів визначається 1382 роком, але фактично Баркук і його родина отримали контроль над державою вже 1376. Коли аль-Мансур Алі помер від хвороби у травні 1382 року, Баркук замінив його на іншого нащадка династії Хаджжі II ас-Саліха.